# Basilika St. Michael (Palma)

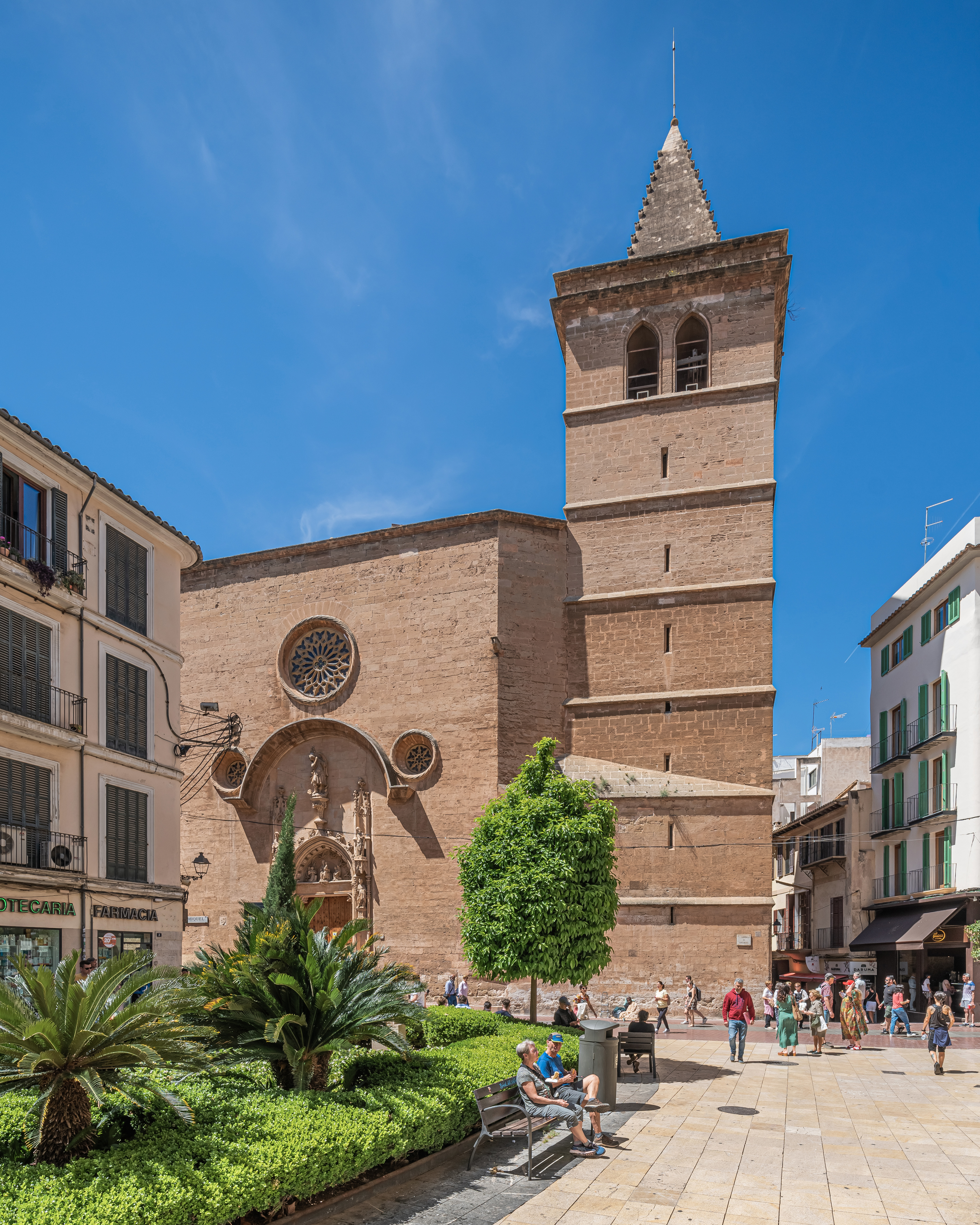
St. Michael in der Altstadt von Palma

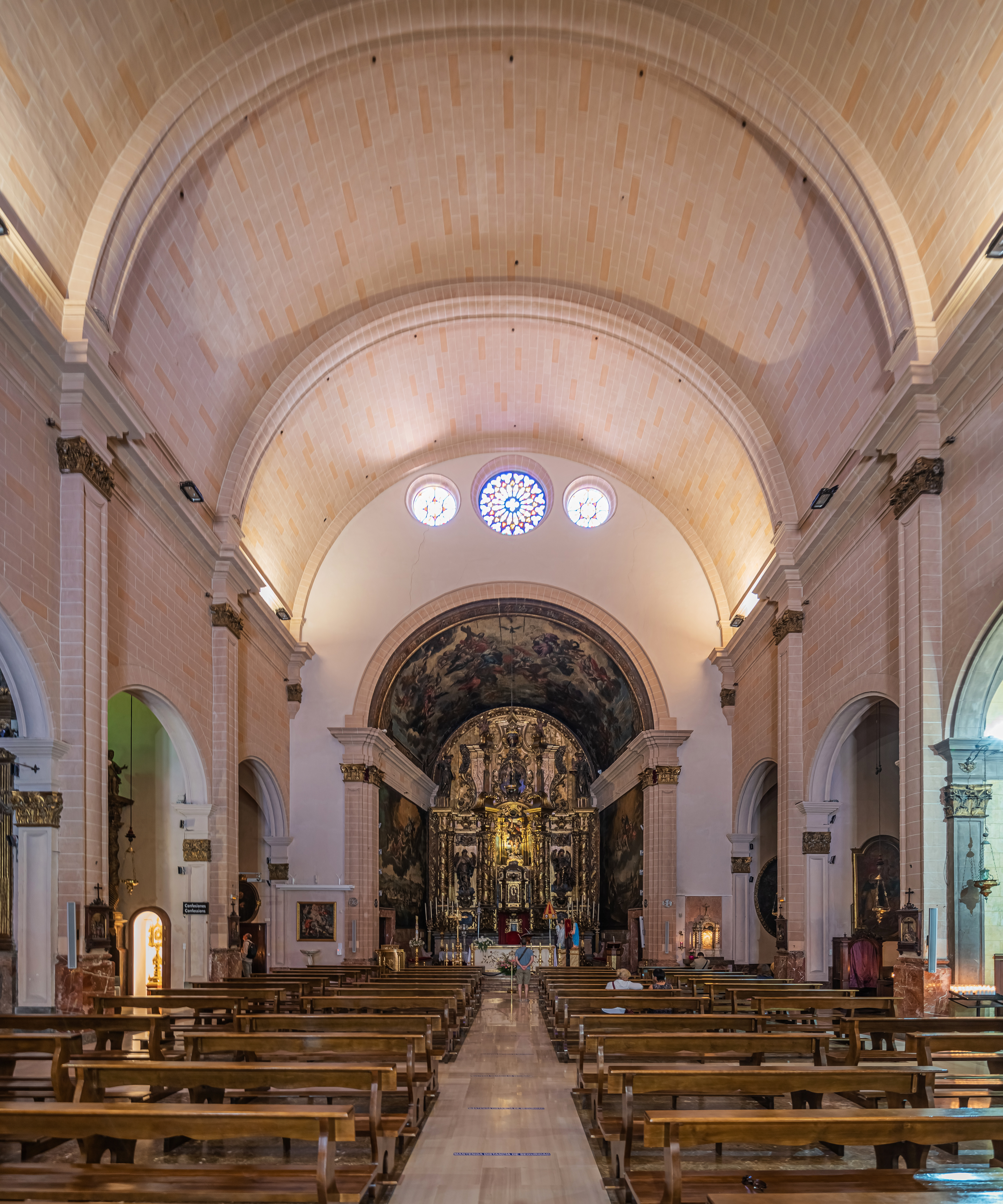
Interieur

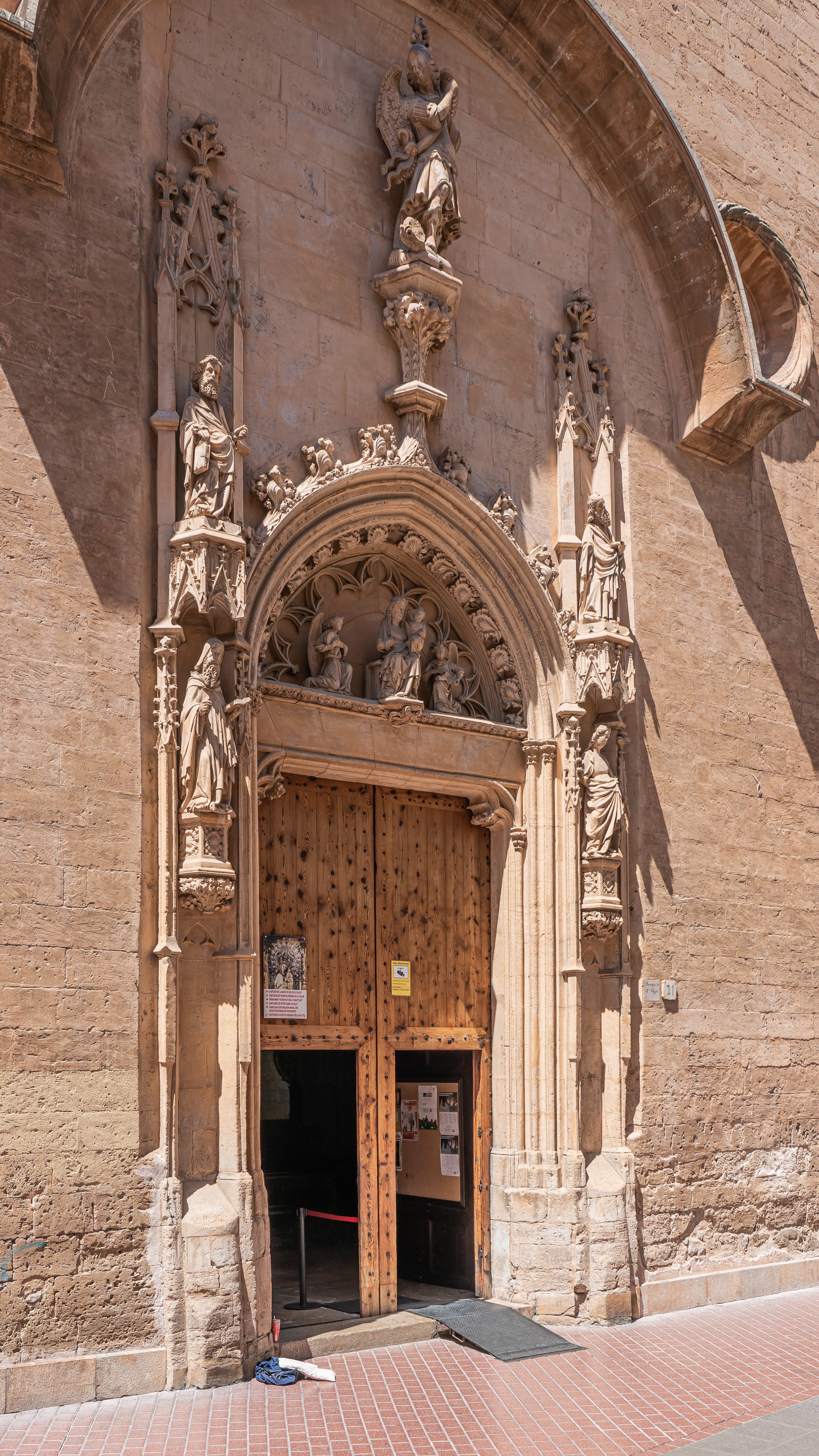
Eingangsportal

Die Basilika St. Michael (spanisch Basílica de San Miguel) ist eine Kirche in der Altstadt von Palma auf Mallorca in Spanien. Die Kirche im Bistum Mallorca ist dem Erzengel Michael geweiht und trägt den Titel einer Basilica minor.

## Geschichte
San Miquel wurde nach der Reconquista ab 1229 errichtet. Die Kirche soll an der Stelle der großen Moschee von Madina Mayurqa stehen, von der aber keine Spuren erhalten sind. 1390 wurde ein größerer Neubau im gotischen Stil gebaut. Erhalten davon sind die Fassade mit dem Bild des Erzengels Michael und der Kirchturm auf seiner quadratischen Basis. Ab 1632 wurde die Kirche erneut vergrößert und nunmehr im Barockstil umgestaltet. 2018 wurde die Kirche durch Papst Franziskus in den Rang einer Basilica minor erhoben.

## Bauwerk
Die einschiffige Kirche mit ihren Seitenkapellen besitzt ein gotisches Portal, das 1398 vom Bildhauer Pere de Sant Joan begonnen wurde, wobei die Skulptur von Ramon Llull oben links hervorsticht, im Tympanon wird eine Jungfrau mit dem Kind und zwei Engel dargestellt. Auch der gotische Glockenturm ist erhalten, gekrönt von einem typisch mallorquinischen Pyramidendach mit einem Kreuz.
Das Gewölbe des Chors umfasst ein auffälliges Gemälde von Jaume Morey. Das Retabel des Hochaltars stammt von Francisco de Herrera, es wird von den Figuren der drei Erzengel beherrscht. An den Seiten des Hauptaltars befinden sich zwei große Gemälde des Malers Juan Muntaner Cladera.
Die Kirche bildet auch das Heiligtum Maria von der Gesundheit, der von den Mallorquinern verehrten Schutzpatronin von Palma. In der dritten Seitenkapelle rechts befindet sich ein Bild der Gottesmutter mit dem Kind, das der Überlieferung nach von Jakob I. nach Palma gebracht wurde, wie es auch auf einem Gemälde in der Kapelle dargestellt wird.